# Mutin de Ravenel
Mutinus ravenelii
Espèce
Le Mutin de Ravenel, Mutinus ravenelii, est une espèce de champignons basidiomycètes de la famille des Phallaceae.

## Systématique
Le nom correct complet (avec auteur) de ce taxon est Mutinus ravenelii (Berk.) E. Fisch., 1888. L'espèce a été initialement classée dans le genre Corynites sous le basionyme Corynites ravenelii Berk., 1853.
Mutinus ravenelii a pour synonymes :
- Corynites ravenelii Berk., 1853
- Corynites ravenelli Berk. (1853), 1853
- Dictyophora ravenelii (Berk.) Burt, 1896
- Ithyphallus ravenelii (Berk.) E. Fisch., 1888

## Publication originale
- Pier Andrea Saccardo, Sylloge fungorum omnium hucusque cognitorum, vol. 7, 1888 (lire en ligne), p. 1-882